# مزرعة الأوزاعية
مزرعة الأوزاعية أو الأوزاعية أو الوازعية هي إحدى القرى اللبنانية من قرى قضاء جزين في محافظة الجنوب.